# 姜忻
姜忻（1529年—？），字克榮，號春宇，江西南昌府南昌縣人，軍籍，明朝政治人物。

## 生平
嘉靖四十三年（1564年）甲子科江西鄉試第六名舉人。嘉靖四十四年（1565年）中式乙丑科會試第二百四十四名，三甲第一百四十八名進士。吏部观政，本年八月授上海知县，隆慶二年（1568年）四月调黄梅县，三年十二月升苏州府同知，五年四月升南礼部郎中，万历三年（1575年）二月升广东佥事，六年十月升广西参议，八年六月升副使，照旧管事，九年七月降云南参议，十二年九月以功升参政，照旧管事，十五年六月升按察使，十七年正月升广西右布政使，二十年正月听调。

## 家族
曾祖姜琢；祖父姜禎；父姜佐，母諶氏。兄姜意、姜怙（庠生）、弟姜揈、姜應。